# 冯志高
冯志高（1962年—），广东阳江人，汉族，中华人民共和国政治人物、第十一届全国人民代表大会湖北地区代表。
毕业于国防科技大学自动控制专业，是中共党员。担任中国三江航天集团总经理。2008年起担任全国人大代表。